# 오차와 잔차
오차와 잔차(誤差-殘差, errors and residuals)는 통계학 및 최적화에서 통계 샘플 요소의 관찰된 값과 "참값"(반드시 관찰 가능한 것은 아님)의 편차를 나타내는 두 가지 밀접하게 관련되어 있고 쉽게 혼동되는 측정값이다. 관측 오차는 관심 수량(예: 모집단 평균)의 실제 값에서 관찰된 값의 편차이다. 잔차는 관찰된 값과 관심 수량의 추정된 값(예: 표본 평균) 간의 차이이다. 이러한 구별은 회귀 분석에서 가장 중요하다. 여기서 개념은 회귀 오차 및 회귀 잔차라고 불리며 스튜던트화 잔차(studentized residuals) 개념으로 이어진다. 계량경제학에서는 "오차"를 교란(disturbance)이라고도 한다.

## 같이 보기
- 편차
- 오류 검출 정정
- 허용 오차
- 평균 절대 오차
- 관측 오차
- 평균 제곱근 편차
- 표준 오차
- 1종 오류와 2종 오류